# Xã Clarno, Quận Lake, South Dakota
Xã Clarno (tiếng Anh: Clarno Township) là một xã thuộc quận Lake, tiểu bang Nam Dakota, Hoa Kỳ. Năm 2010, dân số của xã này là 182 người.